# Buena Vista (hrabstwo Portage)
Buena Vista – miasto w Stanach Zjednoczonych, w stanie Wisconsin, w hrabstwie Portage.